# 270 v.Chr.

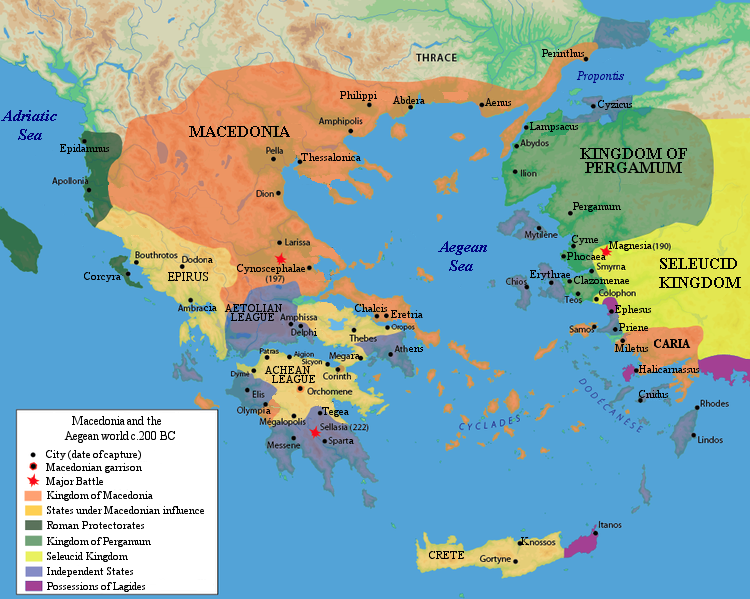
Macedonië en de Aetolische Bond (Griekenland) rond 200 v.Chr.

Het jaar 270 v.Chr. is een jaartal in de 3e eeuw v.Chr. volgens de christelijke jaartelling.

## Gebeurtenissen

### Italië
- Gaius Genucius Clepsina en Gnaius Cornelius Blasio zijn consul in het Imperium Romanum.

### Carthago
- Carthago beheerst met de Carthaagse vloot de handelsroutes van de Middellandse Zee, van de Straat van Gibraltar tot de westkust van Sicilië.

### Griekenland
- De Aetolische Bond bezet in Centraal-Griekenland het Orakel van Delphi, door deze gebiedsuitbreiding provoceren de Griekse stadstaten Macedonië.
- Antigonus II Gonatas belegert de vestingstad Megara, om de Macedonische krijgsolifanten te verdrijven, smeren de bewoners varkens in met pek en steken deze in brandt.
- Aristarchus van Samos, stelt dat de Aarde om zijn as en rond de zon draait. Tevens berekent hij de positie van de maan.

## Geboren
- Hasdrubal de Schone (~270 v.Chr. - ~221 v.Chr.), Carthaags staatsman en veldheer

## Overleden
- Arsinoë II (~316 v.Chr. - ~270 v.Chr.), zuster en echtgenote van Ptolemaeus II van Egypte (46)
- Epicurus (~341 v.Chr. - ~270 v.Chr.), Grieks filosoof (71)
- Manius Curius Dentatus, Romeins consul en veldheer
- Pyrrho van Elis (~360 v.Chr. - ~270 v.Chr.), Grieks filosoof (90)